# Кун Шанжень
Кун Шанжень (*孔尚任, 1648—1718) — китайський поет, письменник, драматург часів династії Цін.

## Життєпис
Походив з відомої родини Кун. Був нащадком філософа кун-цзи (Конфуція) у 64 поколінні. Народився у повіті Цюйфу (провінція Шаньдун). Здобув гарну освіту. Тривалий час мешкав у своєму повіті. Займався переважно освітою та наукою. У 1684 році під час поїздки імператора Сюаньє Шаньдуном зустрівся з останнім, виступив «гідом» до могили Кун-цзи. Того ж року призначається імператорським лікарем.
У 1686 році призначається до помічником доглядником за гирлом та течією річки Хуанхе. Під час цього багато подорожує провінціями уздовж Хуанхе. Водночас захоплюється театром, починає працювати над першими драмами.
У 1694 році стає чиновником імператорського уряду. У 1699 році призначається міністром. Втім вихід у 1700 році п'єси «Віяло з персиковими квітами» викликало невдоволення імператора. Куна було звільнено з посади. У 1701 році він повертається до рідного місто, де прожив у бідності до самої смерті у 1718 році.

## Творчість
Йому належать 2 п'єси: «Віяло з персиковими квітами» («Таохуа шань») і «Маленька лютня» («Сяо хулей»). Остання у співавторстві з Гу Цаєм. Вони написані у жанрі чуаньци.
«Віяло з персиковими квітами» продовжує традицію, започатковану драмою Лі Юя «Про чесні і вірних». У ній зображуються події недавньої минувшини — середини 40-х років XVII ст., коли Китай був завойований маньчжурами. Автор писав п'єсу близько десяти років, вона була завершена лише у 1698 році. Звертаючись до сучасної теми, драматург заперечував необхідність виведення вигаданих персонажів. У своїй п'єсі Кун Шанжень висуває на перший план зображення політичних подій: з 44 актів лише 19 — про взаємини головних героїв.
Він створив струнку і складну сюжетну композицію, додавши чотири додаткових прологів, які глибше розкривають образи. Новаторство драматурга виявилося також у зміні функцій деяких амплуа. Водночас Кун Шанжень відмовився від традиційної для любовних п'єс чуаньци щасливої кінцівки.
Кун Шанжень відомий своїми віршованими творами. Значна частина увійшла до збірки віршів «Моря й озера» у 13 зошитах. Цікавим є вірш про окуляри, які були тоді новинкою.
Є автором автобіографічних мемуарів, крім того, збірки з описом надибаних ним стародавніх книг і малюнків.